# Малино (Ориовац)
Малино је насељено место у саставу општине Ориовац у Бродско-посавској жупанији, Република Хрватска.

## Историја
До територијалне реорганизације у Хрватској налазило се у саставу старе општине Славонски Брод.

## Становништво
На попису становништва 2011. године, Малино је имало 485 становника.

## Попис1991.
На попису становништва 1991. године, насељено место Малино је имало 653 становника, следећег националног састава:
| Попис 1991.‍  | Попис 1991.‍  | Попис 1991.‍ | Попис 1991.‍ | Попис 1991.‍ |
| ------------ | ------------ | ----------- | ----------- | ----------- |
|              |              |             |             |             |
| Хрвати       | Хрвати       |             | 473         | 72,43%      |
| Срби         | Срби         |             | 121         | 18,52%      |
| Југословени  | Југословени  |             | 39          | 5,97%       |
| Украјинци    | Украјинци    |             | 2           | 0,30%       |
| Муслимани    | Муслимани    |             | 1           | 0,15%       |
| Словаци      | Словаци      |             | 1           | 0,15%       |
| Словенци     | Словенци     |             | 1           | 0,15%       |
| неопредељени | неопредељени |             | 11          | 1,68%       |
| непознато    | непознато    |             | 4           | 0,61%       |
| укупно: 653  |              |             |             |             |